# Atletica leggera ai Giochi della XIV Olimpiade - 1500 metri piani
La competizione dei 1500 metri piani maschili di atletica leggera ai Giochi della XIV Olimpiade si è disputata nei giorni 4 e 6 agosto 1948 allo Stadio di Wembley a Londra.

## L'eccellenza mondiale
| Primatista mondiale      | 3'43"0 1947 | Lennart Strand  | Presente |
| Primatista stagionale    | 3'47"6      | Lennart Strand  | Presente |
| Vincitore dei Trials USA | 3'52"2      | Donald Gehrmann | Presente |

1. ↑  Fino al 29 luglio.

Il 17 marzo, pochi mesi prima dei Giochi una squalifica a vita per professionismo colpisce gli assi svedesi Gunder Hägg e Arne Andersson, che tra il 1941 e il 1944 hanno riscritto la storia della specialità, migliorando il record del mondo da 3'47” 8 a 3'43” 0.

La Svezia, forte di una cospicua riserva di mezzofondisti, punta comunque a vincere tutte e tre le medaglie in palio. Il più accreditato è Lennart Strand, che l'anno prima dei Giochi ha eguagliato il record mondiale.

## Risultati

### Turni eliminatori
| 4 Batterie | 4 agosto | 36 iscritti    | Si qualificano i primi 3. |
| Finale     | 6 agosto | 12 concorrenti |                           |

### Batterie
| Pos. | Atleta                | Nazione     | Tempo  |
| ---- | --------------------- | ----------- | ------ |
| 1    | Lennart Strand        | Svezia      | 3'54"2 |
| 2    | Erik Jørgensen        | Danimarca   | 3'54"2 |
| 3    | Donald Gehrmann       | Stati Uniti | 3'54"8 |
| 4    | Fredericus de Ruijter | Paesi Bassi | 3'55"2 |
| 5    | Olavi Luoto           | Finlandia   | 3'58"0 |
| 6    | Henri Klein           | Francia     | 3'59"8 |
| 7    | Cahit Önel            | Turchia     | 4'00"0 |
| 8    | John Joe Barry        | Irlanda     | 4'00"5 |
| 9    | Clifford Salmond      | Canada      | 4'16"2 |
| -    | Antero Mongrut        | Perù        | Rit.   |

| Pos. | Atleta                | Nazione           | Tempo  |
| ---- | --------------------- | ----------------- | ------ |
| 1    | Willem Slijkhuis      | Paesi Bassi       | 3'52"4 |
| 2    | Václav Čevona         | Cecoslovacchia    | 3'53"0 |
| 3    | Denis Johansson       | Finlandia         | 3'54"0 |
| 4    | John William Hutchins | Canada            | 3'54"4 |
| 5    | Douglas Wilson        | Gran Bretagna     | 3'54"8 |
| 6    | Clement Eischen       | Stati Uniti       | 4'00"2 |
| 7    | Vasilios Mavroidis    | Grecia            | n/d    |
| 8    | Juan Adarraga         | Spagna            | 4'03"7 |
| -    | Wilfred Tull          | Trinidad e Tobago | Rit.   |

| Pos. | Atleta            | Nazione       | Tempo  |
| ---- | ----------------- | ------------- | ------ |
| 1    | Henry Eriksson    | Svezia        | 3'53"8 |
| 2    | Bill Nankeville   | Gran Bretagna | 3'55"8 |
| 3    | Josef Barthel     | Lussemburgo   | 3'56"4 |
| 4    | Jean Vernier      | Francia       | 3'57"6 |
| 5    | Melchor Palmeiro  | Argentina     | 4'01"6 |
| 6    | Óskar Jónsson     | Islanda       | 4'03"2 |
| 7    | Rıza Maksut İşman | Turchia       | n/d    |
| -    | William Parnell   | Canada        | Rit.   |

| Pos. | Atleta            | Nazione       | Tempo  |
| ---- | ----------------- | ------------- | ------ |
| 1    | Gösta Bergkvist   | Svezia        | 3'51"8 |
| 2    | Marcel Hansenne   | Francia       | 3'52"8 |
| 3    | Sándor Garay      | Ungheria      | 3'53"0 |
| 4    | Roland Sink       | Stati Uniti   | 3'53"2 |
| 5    | Kaare Vefling     | Norvegia      | 3'54"6 |
| 6    | Richard Morris    | Gran Bretagna | 3'55"8 |
| 7    | Ingvard Nielsen   | Danimarca     | 4'01"7 |
| 8    | Karl-Heinz Hubler | Svizzera      | 4'03"0 |
| 9    | Lee Yun-Seok      | Corea del Sud | n/d    |

### Finale
Gli accordi tra i favoriti svedesi prevedono che Eriksson e Bergkvist aiutino Lennart Strand a vincere.

In finale, Eriksson fa l'andatura e si trova in testa all'inizio dell'ultimo giro. Lancia lo sprint e, sorprendentemente, Strand non riesce a superarlo e finisce secondo. Intanto, dal quarto posto rinviene l'olandese Slijkhuis che toglie a Bergkvist la medaglia di bronzo.

Solo ottavo il vincitore dei Trials USA, Donald Gehrmann.
| Pos.    | Atleta           | Età | Nazione        | Tempo  |
| ------- | ---------------- | --- | -------------- | ------ |
| Oro     | Henry Eriksson   | 28  | Svezia         | 3'49"8 |
| Argento | Lennart Strand   | 27  | Svezia         | 3'50"4 |
| Bronzo  | Willem Slijkhuis | 25  | Paesi Bassi    | 3'50"4 |
| 4       | Václav Čevona    | 26  | Cecoslovacchia | 3'51"2 |
| 5       | Gösta Bergkvist  | 28  | Svezia         | 3'52"2 |
| 6       | Bill Nankeville  | 23  | Gran Bretagna  | 3'52"6 |
| 7       | Sándor Garay     | 28  | Ungheria       | 3'54"4 |
| 8       | Donald Gehrmann  | 20  | Stati Uniti    | 3'54"5 |
| 9       | Erik Jørgensen   | 28  | Danimarca      | 3'56"1 |
| 10      | Josef Barthel    | 21  | Lussemburgo    | 3'56"9 |
| 11      | Marcel Hansenne  | 31  | Francia        | 4'02"0 |
| 12      | Denis Johansson  | 20  | Finlandia      | n/d    |